# Zef Gashi
Zef Gashi SDB (ur. 4 grudnia 1938 w Pešter w dzisiejszym Kosowie) – czarnogórski duchowny katolicki albańskiego pochodzenia, arcybiskup Baru w latach 1998-2016.

## Życiorys
Święcenia kapłańskie otrzymał 29 czerwca 1964.
27 czerwca 1998 papież Jan Paweł II mianował go arcybiskupem ordynariuszem archidiecezji barskiej. Sakry biskupiej udzielił mu kard. Jozef Tomko.
W 2011 został wybrany przewodniczącym Międzynarodowej Konferencji Episkopatu Świętych Cyryla i Metodego.
5 kwietnia 2016 papież przyjął jego rezygnację z pełnionego urzędu. Jego następcą został Rrok Gjonlleshaj.